# ジョン・ヒギンズ
ジョン・ヒギンズ（John Higgins MBE, 1975年5月18日 - ）は、スコットランドのスヌーカー選手。2009/10シーズン終了時点のランキングは4位。

## 主な成績

### ランキング対象
- 世界選手権：1998, 2007, 2009, 2011
- グランプリ：1994, 1999, 2005, 2008
- 全英オープン：1995, 1998, 2001, 2004
- 全英選手権：1998, 2000
- ウェリッシュオープン：2000, 2010

### その他
- マスターズ：1999, 2006
- プレミアリーグ：1999

など